# Ernesto Cornejo Valenzuela
Ernesto Cornejo Valenzuela (1964 - Villa Juárez, Sonora, 21 de julio de 2011) fue un político mexicano, miembro del Partido Acción Nacional, fue Presidente municipal de Benito Juárez, Sonora entre 2006 y 2009.
Ernesto Cornejo Valenzuela fue inicialmente miembro del partido Fuerza Ciudadana, que en 2003 lo postuló como su candidato a presidente municipal de Benito Juárez, obtuvo el triunfo por 2,725 votos sobre 2,496 de su opositor del PRI, sin embargo, en 2002 había liderado una protesta contra las autoridades municipales, encabezadas entonces por la alcaldesa María Cristina Carvajal Pack, en la cual se cometieron daños como incendio de patrullas municipales, en consecuencia fue acusado de los delitos de asonada, motín, evasión de presos, robo con violencia de vehículos oficiales y daños por incendio, por los cuales fue detenido el 14 de septiembre de 2003, dos días antes de asumir el cargo de presidente municipal, que en consecuencia no pudo ejercer y fue asumido por Víctor Molina Beltrán, condenado a 90 días de prisión, tras una serie de protestas populares fue liberado 86 días después; durante todo este proceso, Ernesto Cornejo se declaró perseguido por el gobernador de Sonora, Eduardo Bours.
Nuevamente candidato a alcalde de Benito Juárez en 2006, en esta ocasión por el PAN, fue nuevamente electo por 3,497 votos sobre 3,179 del PRI; y asumió el cargo el 16 de septiembre de 2006, durante su administración continuó su enfrentamiento con el gobierno estatal y el PRI, por lo que en varias ocasiones fue acusado de diversos delitos sin que éstos llegaran a probarse. 
Pidió licencia al cargo de presidente municiapal en 2009 y fue postulado candidato del PAN a diputado federal por el VII Distrito Electoral Federal de Sonora, ante ello fue requerido para cumplir los cuatro días de prisión que le restaban por cumplir, para lo cual se entregó y permaneció preso dicho período en el penal de Huatabampo; el 25 de junio de 2009 sufrió un atentado en el centro de Villa Juárez, donde su camioneta fue atacada con armas largas y en el cual él resultó ileso pero murieron dos miembros de su equipo de campaña, hecho que fue condenado por el PAN, y atraído para su investigación por la Procuraduría General de la República. Ernesto Cornejo por su parte, responsabilizó al gobernador Eduardo Bours de dicho atentado.
El 21 de julio de 2011 fue asesinado por un grupo de sicarios en Villa Juárez, Sonora.